# San Julián, Chiapas
San Julián är en ort i Mexiko.   Den ligger i kommunen Villa Corzo och delstaten Chiapas, i den sydöstra delen av landet, 700 km sydost om huvudstaden Mexico City. San Julián ligger 552 meter över havet och antalet invånare är 297.
Terrängen runt San Julián är lite kuperad. Runt San Julián är det ganska glesbefolkat, med 24 invånare per kvadratkilometer. Närmaste större samhälle är San Pedro Buenavista, 15,4 km sydväst om San Julián. Omgivningarna runt San Julián är en mosaik av jordbruksmark och naturlig växtlighet.